# Maggie Vessey
Maggie Vessey, född den 23 december 1981, är en amerikansk friidrottare som tävlar i medeldistanslöpning främst 800 meter.
Vessey deltog vid VM 2009 i Berlin där hon blev utslagen i semifinalen på 800 meter. Hon avslutade emellertid friidrottsåret med att bli tvåa vid IAAF World Athletics Final 2009.

## Personliga rekord
- 800 meter - 1.57,84 från 2009